# Francia en los Juegos Europeos
Francia en los Juegos Europeos está representada por el Comité Nacional Olímpico y Deportivo Francés, miembro de los Comités Olímpicos Europeos. Ha obtenido un total de 133 medallas: 35 de oro, 41 de plata y 57 de bronce.

## Medalleros

### Por edición
| Evento        | Oro | Plata | Bronce | Total |
| ------------- | --- | ----- | ------ | ----- |
| Bakú 2015     | 12  | 13    | 18     | 43    |
| Minsk 2019    | 6   | 9     | 13     | 28    |
| Cracovia 2023 | 17  | 19    | 26     | 62    |
| TOTAL         | 35  | 41    | 57     | 133   |

### Por deporte
| Evento                | Oro | Plata | Bronce | Total |
| --------------------- | --- | ----- | ------ | ----- |
| Atletismo             | 1   | 1     | 4      | 6     |
| Bádminton             | 0   | 4     | 5      | 9     |
| Baloncesto 3x3        | 1   | 1     | 0      | 2     |
| Boxeo                 | 3   | 6     | 3      | 12    |
| Breakdancing          | 1   | 0     | 0      | 1     |
| Ciclismo              | 1   | 5     | 1      | 7     |
| Escalada              | 4   | 2     | 0      | 6     |
| Esgrima               | 5   | 3     | 3      | 11    |
| Gimnasia              | 1   | 2     | 1      | 4     |
| Judo                  | 5   | 2     | 7      | 14    |
| Karate                | 2   | 3     | 4      | 9     |
| Lucha                 | 0   | 0     | 2      | 2     |
| Muay thai             | 0   | 0     | 2      | 2     |
| Natación              | 2   | 1     | 3      | 6     |
| Natación sincronizada | 1   | 0     | 1      | 2     |
| Pentatlón moderno     | 0   | 1     | 0      | 1     |
| Piragüismo            | 2   | 0     | 2      | 4     |
| Saltos                | 0   | 2     | 3      | 5     |
| Sambo                 | 0   | 0     | 3      | 3     |
| Taekwondo             | 1   | 0     | 5      | 6     |
| Tenis de mesa         | 1   | 1     | 3      | 5     |
| Teqball               | 0   | 1     | 1      | 2     |
| Tiro                  | 3   | 5     | 3      | 11    |
| Tiro con arco         | 1   | 1     | 1      | 3     |
| TOTAL                 | 35  | 41    | 57     | 133   |